# Gylippus merganus
Espèce
Gylippus merganus est une espèce de solifuges de la famille des Gylippidae.

## Distribution
Cette espèce est endémique de la province d'Hakkari en Turquie. Elle se rencontre vers Kırıkdağ.

## Description
Le mâle holotype mesure 11,79 mm et la femelle paratype 12,13 mm, les mâles mesurent de 10,98 à 11,87 mm.

## Systématique et taxinomie
Cette espèce a été décrite par Erdek en 2023.

## Étymologie
Son nom d'espèce lui a été donné en référence au lieu de sa découverte, le plateau de Mergan.

## Publication originale
- Erdek, 2023 : « Description of a new species of solifuge of the genus Gylippus from Turkey (Solifugae: Gylippidae). » Zoology in the Middle East, vol. 69, no 2, p. 183-192.